# Lista odcinków serialu Helix
Poniżej znajduje się lista odcinków serialu telewizyjnego  Helix, emitowanego przez amerykańską stację kablową SyFy od 10 stycznia 2014 roku. Łącznie powstały 2 sezony składające się z 26 odcinków. W Polsce serial nie był emitowany, jednak jest dostępny w serwisie Netflix.

## Przegląd sezonów
| Sezon | Sezon | Odcinki | Oryginalna emisja | Oryginalna emisja | Oryginalna emisja | Oryginalna emisja |
| Sezon | Sezon | Odcinki | Premiera          | Finał             | Premiera          | Finał             |
| ----- | ----- | ------- | ----------------- | ----------------- | ----------------- | ----------------- |
|       | 1     | 13      | 10 stycznia 2014  | 28 marca 2014     | 1 września 2016   | 1 września 2016   |
|       | 2     | 13      | 16 stycznia 2015  | 10 kwietnia 2015  | 1 września 2016   | 1 września 2016   |

## Sezon 1 (2014)
| N/o | #  | Tytuł         | Tytuł             | Reżyseria         | Scenariusz                                | Premiera (SyFy)  | Premiera w Polsce (Netflix) |
| --- | -- | ------------- | ----------------- | ----------------- | ----------------------------------------- | ---------------- | --------------------------- |
| 1   | 1  | Pilot         | Pilot             | Jeffrey Reiner    | Cameron Porsandeh                         | 10 stycznia 2014 | 1 września 2016             |
| 1   | 2  | Vector        | Nosiciel          | Brad Turner       | Keith Huff                                | 10 stycznia 2014 | 1 września 2016             |
| 3   | 3  | 274           | 274               | Steven A. Adelson | Misha Green                               | 17 stycznia 2014 | 1 września 2016             |
| 4   | 4  | Single Strand | Pojedyncza nić    | Duane Clark       | Cameron Porsandeh, Javier Grillo-Marxuach | 24 stycznia 2014 | 1 września 2016             |
| 5   | 5  | Biały pokój   | Pojedyncza nić    | Duane Clark       | Misha Green                               | 31 stycznia 2014 | 1 września 2016             |
| 6   | 6  | Aniqatiga     | Aniqatiga         | Mike Rohl         | Adam Lash, Cori Uchida                    | 7 lutego 2014    | 1 września 2016             |
| 7   | 7  | Survivor Zero | Ozdrowieniec zero | Mike Rohl         | Cameron Porsandeh                         | 14 lutego 2014   | 1 września 2016             |
| 8   | 8  | Bloodline     | Więzy krwi        | Bradley Walsh     | Mark Thomas Haslett                       | 21 lutego 2014   | 1 września 2016             |
| 9   | 9  | Level X       | Poziom X          | Bradley Walsh     | Sean Crouch                               | 28 lutego 2014   | 1 września 2016             |
| 10  | 10 | Fushigi       | Fushigi           | Jeremiah Chechik  | Misha Green                               | 7 marca 2014     | 1 września 2016             |
| 11  | 11 | Black Rain    | Czarny deszcz     | Jeremiah Chechik  | Tiffany Greschler, Javier Grillo-Marxuach | 14 marca 2014    | 1 września 2016             |
| 12  | 12 | The Reaping   | Żniwa             | Brad Turner       | Adam Lash, Cori Uchida, Cameron Porsandeh | 21 marca 2014    | 1 września 2016             |
| 13  | 13 | Dans L'ombre  | Dans L'ombre      | Brad Turner       | Ed Decter, Steven Maeda                   | 28 marca 2014    | 1 września 2016             |

## Sezon 2 (2015)
| N/o | #  | Tytuł             | Polski tytuł             | Reżyseria           | Scenariusz                             | Premiera (SyFy)  | Premiera w Polsce (Netflix) |
| --- | -- | ----------------- | ------------------------ | ------------------- | -------------------------------------- | ---------------- | --------------------------- |
| 14  | 1  | San Jose          | San Jose                 | Steven A. Adelson   | Steven Maeda                           | 16 stycznia 2015 | 1 września 2016             |
| 15  | 2  | Reunion           | Spotkanie                | Steven A. Adelson   | Timothy J. Lea                         | 23 stycznia 2015 | 1 września 2016             |
| 16  | 3  | Scion             | Szczep                   | Jeremiah S. Chechik | Allison Miller                         | 30 stycznia 2015 | 1 września 2016             |
| 17  | 4  | Densho            | Densho                   | Jeremiah S. Chechik | Tiffany Greshler                       | 6 lutego 2015    | 1 września 2016             |
| 18  | 5  | Oubliette         | Oubliette                | Grant Harvey        | Cameron Porsandeh                      | 13 lutego 2015   | 1 września 2016             |
| 19  | 6  | M. Domestica      | Jabłoń domowa            | Grant Harvey        | Javier Grillo-Marxuach                 | 20 lutego 2015   | 1 września 2016             |
| 20  | 7  | Cross Pollination | Zapylenie krzyżowe       | Steven A. Adelson   | Adria Lang                             | 27 lutego 2015   | 1 września 2016             |
| 21  | 8  | Vade in Pace      | Vade in pace             | Steven A. Adelson   | Bobak Esfarjani                        | 6 marca 2015     | 1 września 2016             |
| 22  | 9  | Ectogenesis       | Ektogeneza               | Jeremiah S. Chechik | Timothy J. Lea                         | 13 marca 2015    | 1 września 2016             |
| 23  | 10 | Mother            | Matka                    | Jeremiah S. Chechik | Tiffany Greshler                       | 20 marca 2015    | 1 września 2016             |
| 24  | 11 | Plan B            | Plan B                   | Jeff Renfroe        | Leigh Dana Jackson, Adria Lang         | 27 marca 2015    | 1 września 2016             |
| 25  | 12 | The Ascendant     | Wschodzący               | Jeff Renfroe        | Javier Grillo-Marxuach, David Goldblum | 3 kwietnia 2015  | 1 września 2016             |
| 26  | 13 | O Brave New World | O nowy, wspaniały, świat | Steven A. Adelson   | Steven Maeda, Tiffany Greschler        | 10 kwietnia 2015 | 1 września 2016             |